# Батіг (село)
Батіг (пол. Batóg, Batoh, Batów) — колишнє село у Брацлавському повіті Брацлавського воєводства та Подільської губернії. Лежало південніше Ладижина, відоме через битву 1652 року між польським та козацьким військами.

## Історія
1 та 2 червня 1652 року біля села відбулася битва між козацьким військом Богдана Хмельницького, котрий їхав до Волощини сватати сина, та польським військом, яке налічувало 6 тисяч кінноти та 3 тисячі піхотинців, з польним гетьманом Мартином Калиновським на чолі. Перемогу здобули козаки з татарами, вирізавши всіх супротивників. Тоді загинули сам гетьман Калиновський, його син, чернігівський каштелян, Самуель Одживольський, брат короля Марек Собеський, Сигізмунд Пшиємський, Косаковський та багато інших. У 1666 році поляки знову зазнали тут поразки: тоді їхнє 6-тисячне військо пішло проти 40 тисяч татарів та 20 тисяч козаків на чолі з Дорошенком.
У 1789 році входило до Копіївської парафії, належало до володінь генерала Станіслава Потоцького.
У другій половині 19 століття — державне село у Брацлавському повіті. Лежало на безлісій рівнині, на полях виднілися залишки давніх окопів та кілька могил. Раніше належало Потоцьким. Об'єднане із селом Четвертинівка.